# Coll del Pimorent
El Port o Coll del Pimorent és un coll de muntanya de l'Alta Cerdanya situat a 1.920 metres d'altitud de la comuna de Portè, a la Catalunya del Nord.
És a la zona nord-occidental del terme de Portè, al costat est de l'Estació d'esquí de Portè - Pimorent, a la qual s'accedeix pel coll.
Permet la circulació entre la vall del Riu de Querol, l'alta vall del Riu Arieja i el Pas de la Casa, a Andorra. La inauguració del Túnel del Pimorent, l'any 1994 entre Portè i la comuna de l'Ospitalet ha facilitat les comunicacions amb l'Arieja i, de retruc, l'eix E-9 (que uneix Barcelona i Tolosa de Llenguadoc), però encara ara és imprescindible per a les comunicacions de l'Alta Cerdanya amb Andorra, pel Pas de la Casa i el Port d'Envalira.